# Solhattssläktet
Solhattssläktet (Echinacea) är ett släkte familjen korgblommiga växter med nio arter från Nordamerika. Det beskrevs av den tyske professorn i botanik Conrad Moench 1794. Släktet har tidigare omnämnts som Läkerudbeckiasläktet.
En av arterna, röd solhatt (röd rudbeckia), har traditionellt använts som läkemedel bland östra Nordamerikas ursprungsbefolkning.

## Bildgalleri

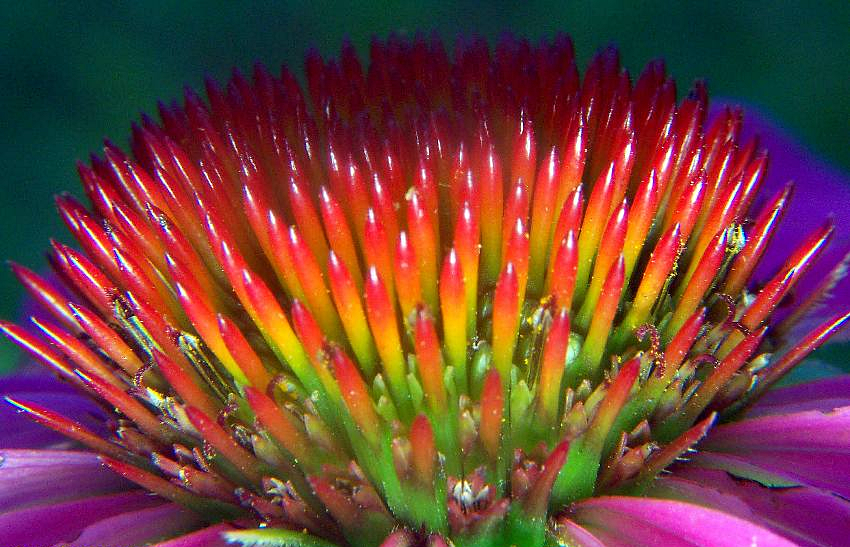
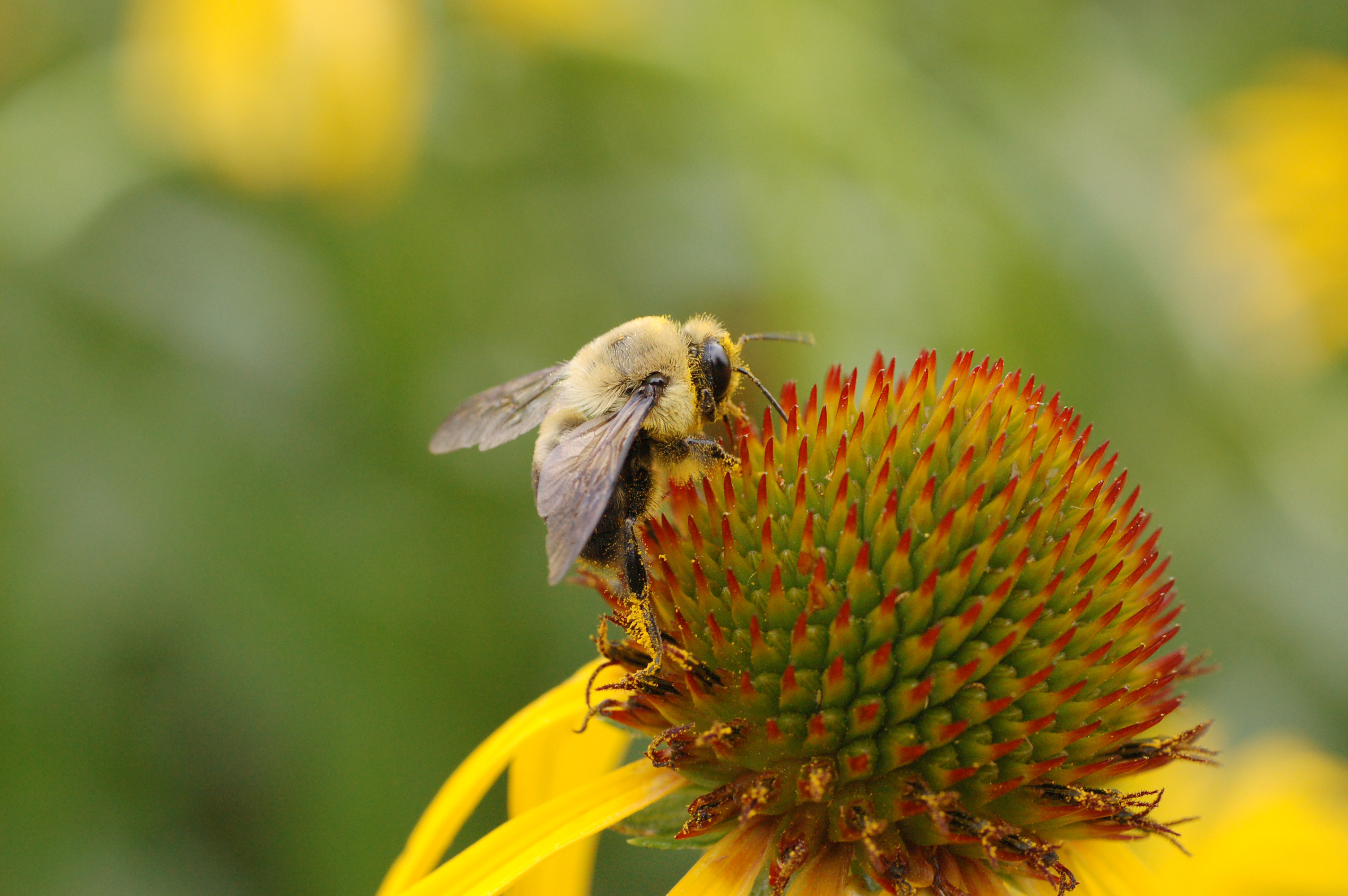
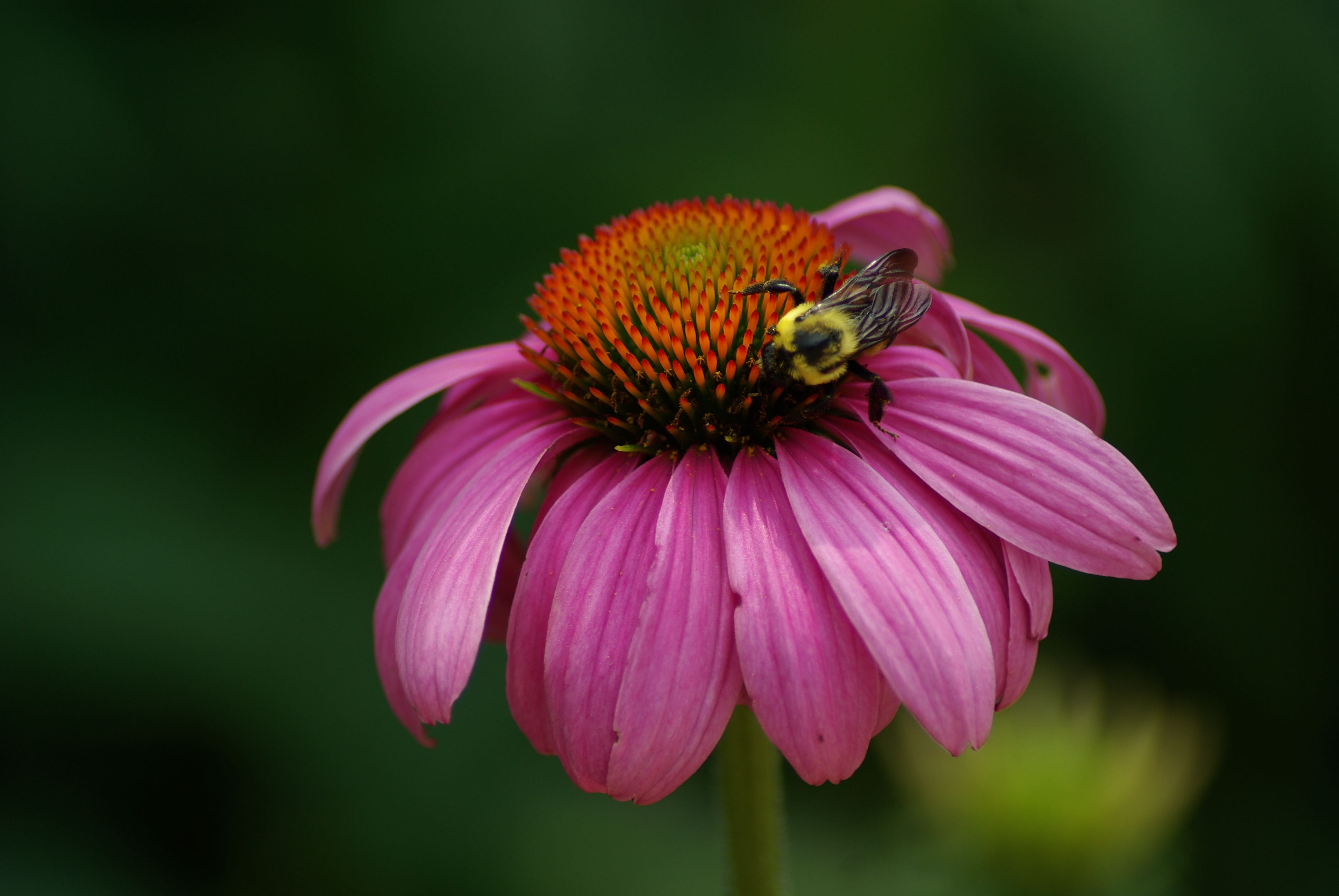

## KladogramenligtCatalogue of Life[1]
| Solhattssläktet | \| \| Echinacea angustifolia \| \| \| \| \| \| Echinacea atrorubens \| \| \| \| \| \| Echinacea laevigata \| \| \| \| \| \| Echinacea pallida \| \| \| \| \| \| Echinacea paradoxa \| \| \| \| \| \| Röd solhatt \| \| \| \| \| \| Echinacea sanguinea \| \| \| \| \| \| Echinacea serotina \| \| \| \| \| \| Echinacea simulata \| \| \| \| \| \| Echinacea tennesseensis \| \| \| \| |
|                 | \| \| Echinacea angustifolia \| \| \| \| \| \| Echinacea atrorubens \| \| \| \| \| \| Echinacea laevigata \| \| \| \| \| \| Echinacea pallida \| \| \| \| \| \| Echinacea paradoxa \| \| \| \| \| \| Röd solhatt \| \| \| \| \| \| Echinacea sanguinea \| \| \| \| \| \| Echinacea serotina \| \| \| \| \| \| Echinacea simulata \| \| \| \| \| \| Echinacea tennesseensis \| \| \| \| |
|                 | Echinacea angustifolia |
|                 | |
|                 | Echinacea atrorubens |
|                 | |
|                 | Echinacea laevigata |
|                 | |
|                 | Echinacea pallida |
|                 | |
|                 | Echinacea paradoxa |
|                 | |
|                 | Röd solhatt |
|                 | |
|                 | Echinacea sanguinea |
|                 | |
|                 | Echinacea serotina |
|                 | |
|                 | Echinacea simulata |
|                 | |
|                 | Echinacea tennesseensis |
|                 | |